# Madrid Open 2010 - Qualificazioni singolare femminile
Le qualificazioni del singolare femminile del Madrid Open 2010 sono state un torneo di tennis preliminare per accedere alla fase finale della manifestazione. I vincitori dell'ultimo turno sono entrati di diritto nel tabellone principale. In caso di ritiro di uno o più giocatori aventi diritto a questi sono subentrati i lucky loser, ossia i giocatori che hanno perso nell'ultimo turno ma che avevano una classifica più alta rispetto agli altri partecipanti che avevano comunque perso nel turno finale.
Le qualificazioni del Madrid Open 2010 prevedevano 32 partecipanti di cui 8 sono entrati nel tabellone principale.

## Teste di serie
1. Timea Bacsinszky (primo turno)
2. Iveta Benešová (Qualificata)
3. Tathiana Garbin (ultimo turno)
4. Roberta Vinci (primo turno)
5. Petra Kvitová (Qualificata)
6. Petra Martić (primo turno)
7. Stefanie Vögele (Qualificata)
8. Kirsten Flipkens (Qualificata)

1. Alizé Cornet (Qualificata)
2. Anastasija Rodionova (primo turno)
3. Karolina Šprem (primo turno)
4. Alberta Brianti (ultimo turno)
5. Alla Kudrjavceva (ultimo turno)
6. Ayumi Morita (ultimo turno)
7. Ekaterina Makarova (ultimo turno)
8. Klára Zakopalová (Qualificata)

## Qualificati
1. Klára Zakopalová
2. Iveta Benešová
3. Alizé Cornet
4. Akgul Amanmuradova

1. Petra Kvitová
2. Beatriz Garcia-Vidagany
3. Stefanie Vögele
4. Kirsten Flipkens

## Tabellone

### Legenda
| - Q = Qualificato - WC = Wild card - LL = Lucky loser | - ALT = Alternate - SE = Special Exempt - PR = Protected Ranking | - w/o = Walkover - r = Ritirato - d = Squalificato |

### Sezione 1
|  | Primo turno | Primo turno      | Primo turno      | Primo turno | Primo turno |  |  | Ultimo turno | Ultimo turno     | Ultimo turno | Ultimo turno | Ultimo turno |  |
|  |             |                  |                  |             |             |  |  |              |                  |              |              |              |  |
|  |             | M Duque-Marino   | 2                | 6           | 6           |  |  |              |                  |              |              |              |  |
|  | 1           | Timea Bacsinszky | 6                | 3           | 3           |  |  |              | M Duque-Marino   | 6            | 2            | 4            |  |
|  | 16          | Klára Zakopalová | Klára Zakopalová | 6           | 6           |  |  | 16           | Klára Zakopalová | 4            | 6            | 6            |  |
|  |             | Simona Halep     | Simona Halep     | 3           | 3           |  |  |              |                  |              |              |              |  |

### Sezione 2
|  | Primo turno | Primo turno     | Primo turno | Primo turno | Primo turno |  |  | Ultimo turno | Ultimo turno    | Ultimo turno    | Ultimo turno | Ultimo turno |  |
|  |             |                 |             |             |             |  |  |              |                 |                 |              |              |  |
|  | 2           | Iveta Benešová  | 6           | 65          | 6           |  |  |              |                 |                 |              |              |  |
|  |             | V Lepchenko     | 4           | 7           | 1           |  |  | 2            | Iveta Benešová  | Iveta Benešová  | 6            | 7            |  |
|  | 12          | Alberta Brianti | 5           | 6           | 6           |  |  | 12           | Alberta Brianti | Alberta Brianti | 4            | 5            |  |
|  |             | C Pironkova     | 7           | 1           | 3           |  |  |              |                 |                 |              |              |  |

### Sezione 3
|  | Primo turno | Primo turno     | Primo turno   | Primo turno | Primo turno |  |  | Ultimo turno | Ultimo turno    | Ultimo turno | Ultimo turno | Ultimo turno |  |
|  |             |                 |               |             |             |  |  |              |                 |              |              |              |  |
|  | 3           | Tathiana Garbin | 1             | 6           | 6           |  |  |              |                 |              |              |              |  |
|  |             | E Byčkova       | 6             | 4           | 4           |  |  | 3            | Tathiana Garbin | 6            | 5            | 1            |  |
|  | 9           | Alizé Cornet    | Alizé Cornet  | 7           | 7           |  |  | 9            | Alizé Cornet    | 3            | 7            | 6            |  |
|  |             | Yung-Jan Chan   | Yung-Jan Chan | 5           | 5           |  |  |              |                 |              |              |              |  |

### Sezione 4
|  | Primo turno | Primo turno      | Primo turno      | Primo turno | Primo turno |  |  | Ultimo turno | Ultimo turno   | Ultimo turno   | Ultimo turno | Ultimo turno |  |
|  |             |                  |                  |             |             |  |  |              |                |                |              |              |  |
|  |             | A Amanmuradova   | A Amanmuradova   | 7           | 6           |  |  |              |                |                |              |              |  |
|  | 4           | Roberta Vinci    | Roberta Vinci    | 64          | 3           |  |  |              | A Amanmuradova | A Amanmuradova | 6            | 6            |  |
|  | 14          | Ayumi Morita     | Ayumi Morita     | 7           | 6           |  |  | 14           | Ayumi Morita   | Ayumi Morita   | 3            | 2            |  |
|  |             | S Soler Espinosa | S Soler Espinosa | 64          | 2           |  |  |              |                |                |              |              |  |

### Sezione 5
|  | Primo turno | Primo turno        | Primo turno        | Primo turno | Primo turno |  |  | Ultimo turno | Ultimo turno  | Ultimo turno  | Ultimo turno | Ultimo turno |  |
|  |             |                    |                    |             |             |  |  |              |               |               |              |              |  |
|  | 5           | Petra Kvitová      | Petra Kvitová      | 6           | 6           |  |  |              |               |               |              |              |  |
|  |             | M Larcher De Brito | M Larcher De Brito | 4           | 2           |  |  | 5            | Petra Kvitová | Petra Kvitová | 7            | 6            |  |
|  | 13          | A Kudrjavceva      | A Kudrjavceva      | 6           | 6           |  |  | 13           | A Kudrjavceva | A Kudrjavceva | 5            | 1            |  |
|  |             | Alicia Molik       | Alicia Molik       | 2           | 3           |  |  |              |               |               |              |              |  |

### Sezione 6
|  | Primo turno | Primo turno       | Primo turno       | Primo turno | Primo turno |  |  | Ultimo turno | Ultimo turno      | Ultimo turno | Ultimo turno | Ultimo turno |  |
|  |             |                   |                   |             |             |  |  |              |                   |              |              |              |  |
|  |             | B Garcia-Vidagany | B Garcia-Vidagany | 4           | 2           |  |  |              |                   |              |              |              |  |
|  | 6           | Petra Martić      | Petra Martić      | 6           | 1r          |  |  |              | B Garcia-Vidagany | 5            | 7            | 6            |  |
|  | 15          | E Makarova        | 6                 | 7           | 6           |  |  | 15           | E Makarova        | 7            | 63           | 3            |  |
|  |             | Kai-Chen Chang    | 7                 | 5           | 3           |  |  |              |                   |              |              |              |  |

### Sezione 7
|  | Primo turno | Primo turno          | Primo turno          | Primo turno | Primo turno |  |  | Ultimo turno | Ultimo turno    | Ultimo turno    | Ultimo turno | Ultimo turno |  |
|  |             |                      |                      |             |             |  |  |              |                 |                 |              |              |  |
|  | 7           | Stefanie Vögele      | 6                    | 2           | 6           |  |  |              |                 |                 |              |              |  |
|  |             | G Garcia-Perez       | 4                    | 6           | 2           |  |  | 7            | Stefanie Vögele | Stefanie Vögele | 6            | 7            |  |
|  |             | A Rodionova          | A Rodionova          | 6           | 6           |  |  |              | A Rodionova     | A Rodionova     | 4            | 63           |  |
|  | 10          | B Zahlavova Strycova | B Zahlavova Strycova | 0           | 2           |  |  |              |                 |                 |              |              |  |

### Sezione 8
|  | Primo turno | Primo turno      | Primo turno      | Primo turno | Primo turno |  |  | Ultimo turno | Ultimo turno     | Ultimo turno     | Ultimo turno | Ultimo turno |  |
|  |             |                  |                  |             |             |  |  |              |                  |                  |              |              |  |
|  | 8           | Kirsten Flipkens | Kirsten Flipkens | 7           | 6           |  |  |              |                  |                  |              |              |  |
|  |             | Jill Craybas     | Jill Craybas     | 5           | 3           |  |  | 8            | Kirsten Flipkens | Kirsten Flipkens | 6            | 6            |  |
|  |             | Karolina Šprem   | 4                | 6           | 6           |  |  |              | Karolina Šprem   | Karolina Šprem   | 3            | 2            |  |
|  | 11          | Vania King       | 6                | 3           | 3           |  |  |              |                  |                  |              |              |  |